# Steele-prijs
De Leroy P. Steele-prijzen worden elk jaar toegekend door de American Mathematical Society, voor onderzoek en geschriften op het domein van wiskunde. Sinds 1993 is er een formele onderverdeling in drie categorieën.
De prijzen worden toegekend sinds 1970, komende van een legaat van Leroy P. Steele, en werden ingericht ter ere van George David Birkhoff, William Fogg Osgood en William Caspar Graustein. De manier waarop de prijzen worden toegekend veranderde in 1976 en 1993, maar het oorspronkelijke doel werd behouden. De prijzen, ter waarde van US$ 5.000 worden niet toegekend op basis van nationaliteit, maar houden steeds verband met activiteiten op het gebied van wiskunde in de Verenigde Staten, en geschreven in Engels (oorspronkelijk, of als vertaling).

## De Leroy P. Steele-prijs voor een volledige carrière
- 2020 Karen Uhlenbeck
- 2019 Jeff Cheeger
- 2018 Jean Bourgain
- 2017 James G. Arthur
- 2016 Barry Simon
- 2015 Victor Kac
- 2014 Phillip A. Griffiths
- 2013 Yakov G. Sinai
- 2012 Ivo M. Babuška
- 2011 John W. Milnor
- 2010 William Fulton
- 2009 Luis Caffarelli
- 2008 George Lusztig
- 2007 Henry P. McKean
- 2006 Frederick W. Gehring, Dennis P. Sullivan
- 2005 Israel M. Gelfand
- 2004 Cathleen Synge Morawetz
- 2003 Ronald Graham, Victor Guillemin
- 2002 Michael Artin, Elias Stein
- 2001 Harry Kesten
- 2000 Isadore M. Singer
- 1999 Richard V. Kadison
- 1998 Nathan Jacobson
- 1997 Ralph S. Phillips
- 1996 Goro Shimura
- 1995 John T. Tate
- 1994 Louis Nirenberg
- 1993 Eugene B. Dynkin

## De Leroy P. Steele-prijs voor wiskundige uiteenzetting
- 2018 Martin Aigner en Günter M. Ziegler
- 2017 Dusa McDuff en Dietmar Salamon
- 2016 David A. Cox, John Little en Donal O'Shea
- 2015 Robert Lazarsfeld
- 2014 Dmitri Burago, Yuri Burago en Sergei V. Ivanov
- 2013 John Guckenheimer en Philip Holmes
- 2012 Michael Aschbacher, Richard Lyons, Stephen Smith, en Ronald Solomon
- 2011 Henryk Iwaniec
- 2010 David Eisenbud
- 2009 Ian G. Macdonald
- 2008 Neil Trudinger
- 2007 David Mumford
- 2006 Lars V. Hörmander
- 2005 Branko Grünbaum
- 2004 John W. Milnor
- 2003 John B. Garnett
- 2002 Yitzhak Katznelson
- 2001 Richard P. Stanley
- 2000 John H. Conway
- 1999 Serge Lang
- 1998 Joseph H. Silverman
- 1997 Anthony W. Knapp
- 1996 Bruce C. Berndt, William Fulton
- 1995 Jean-Pierre Serre
- 1994 Ingrid Daubechies
- 1993 Walter Rudin

## De Leroy P. Steele-prijs voor baanbrekende bijdragen aan onderzoek
- 2018 Sergey Fomin en Andrei Zelevinsky
- 2017 Leon Simon
- 2016 Andrew Majda
- 2015 Rostislav Grigorchuk
- 2014 Luis Caffarelli, Robert V. Kohn en Louis Nirenberg
- 2013 Saharon Shelah
- 2012 William P. Thurston
- 2011 Ingrid Daubechies
- 2010 Robert Griess
- 2009 Richard S. Hamilton
- 2008 Endre Szemerédi
- 2007 Karen Uhlenbeck
- 2006 Clifford S. Gardner, John M. Greene, Martin D. Kruskal, Robert M. Miura
- 2005 Robert Langlands
- 2004 Lawrence C. Evans en Nicolai V. Krylov
- 2003 Ronald Jensen en Michael Morley
- 2002 Mark Goresky en Robert MacPherson
- 2001 Leslie F. Greengard en Vladimir Rokhlin
- 2000 Barry Mazur
- 1999 Michael G. Crandall, John F. Nash
- 1998 Herbert Wilf en Doron Zeilberger
- 1997 Michail Gromov
- 1996 Daniel Stroock en S.R. Srinivasa Varadhan
- 1995 Edward Nelson
- 1994 Louis de Branges
- 1993 George Daniel Mostow

## Leroy P. Steele-prijzen toegekend voor 1993
- 1992 Jacques Dixmier
- 1992 James Glimm
- 1992 Peter Lax
- 1991 Jean-François Treves
- 1991 Eugenio Calabi
- 1991 Armand Borel
- 1990 R.D. Richtmyer
- 1990 Bertram Kostant
- 1990 Raoul Bott
- 1989 Daniel Gorenstein
- 1989 Alberto Calderón
- 1989 Irving Kaplansky
- 1988 Sigurdur Helgason
- 1988 Gian-Carlo Rota
- 1988 Deane Montgomery
- 1987 Martin Gardner
- 1987 Herbert Federer en Wendell Fleming
- 1987 Samuel Eilenberg
- 1986 Donald Knuth
- 1986 Rudolf Emil Kálmán
- 1986 Saunders Mac Lane
- 1985 Michael Spivak
- 1985 Robert Steinberg
- 1985 Hassler Whitney
- 1984 Elias M. Stein
- 1984 Lennart Carleson
- 1984 Joseph L. Doob
- 1983 Paul R. Halmos
- 1983 Stephen Cole Kleene
- 1983 Shiing-Shen Chern
- 1982 Lars Ahlfors
- 1982 Tsit-Yuen Lam
- 1982 John W. Milnor
- 1982 Fritz John
- 1981 Oscar Zariski
- 1981 Eberhard Hopf
- 1981 Nelson Dunford, Jack Schwartz
- 1980 André Weil
- 1980 Harold M. Edwards
- 1980 Gerhard Hochschild
- 1979 Antoni Zygmund
- 1979 Robin Hartshorne
- 1979 Joseph J. Kohn
- 1979 Salomon Bochner
- 1979 Hans Lewy
- 1976, 1977, 1978: Geen prijzen werden toegekend.
- 1975 George W. Mackey
- 1975 H. Blaine Lawson
- 1975 Lipman Bers
- 1975 Martin Davis
- 1975 Joseph L. Taylor
- 1972 Edward B. Curtis
- 1972 William J. Ellison
- 1972 Lawrence E. Payne
- 1972 Dana S. Scott
- 1971 James B. Carrell
- 1971 Jean Dieudonné
- 1971 Phillip A. Griffiths
- 1970 Solomon Lefschetz